# Acanthastrea lordhowensis
Espèce
Statut CITES
Acanthastrea lordhowensis est une espèce de coraux appartenant à la famille des Lobophylliidae ou à la famille Mussidae.